# Kuthy Sándor (agrokémikus)
Kővágóeörsi Kuthy Sándor vagy K. Kuthy Sándor (Budapest, 1904. szeptember 5. – Budapest, 1971. június 24.) agrokémikus, biokémikus, a mezőgazdasági tudomány kandidátusa (1952), a Magyar Tudományos Akadémia levelező (1946) tagja. Agrokémiai kutatásai a szerves trágyák növényélettani hatásmechanizmusainak vizsgálatára, illetve ezen keresztül a hatékonyabb, nagyobb terméshozamot biztosító trágyázási eljárások kidolgozására összpontosultak.

## Életútja
A budapesti József Műegyetemen szerzett vegyészmérnöki oklevelet 1927-ben, majd 1928-tól a Debreceni Tisza István Tudományegyetemen folytatott orvos-biokémiai és kolloidkémiai kutatásokat. 1930-ban Debrecenben bölcsészdoktori oklevelet is szerzett, majd 1930 és 1935 között az egyetem élettani intézetében volt tanársegéd. Időközben 1932-ben állami ösztöndíjjal a Berlini Műszaki Egyetemen a kolloid anyagok kristályosodást gátló hatását tanulmányozta, 1934-ben pedig a párizsi Sorbonne-on folytatott biokémiai tanulmányokat. 1935-től a Keszthelyi Gazdasági Akadémián a kémia rendes tanáraként oktatott. 1941-ben az élelmiszer-kémia és mezőgazdasági kémia, 1942-ben pedig a trágyázástan tárgyköréből magántanárrá habilitált. 1943–1944-ben a Kolozsvári Gazdasági Tanintézetben, 1944–1946-ban pedig ismét Keszthelyen volt a mezőgazdasági kémia tanszékvezető tanára. 1946-tól a fővárosi Magyar Agrártudományi Egyetem, majd 1950 után ennek jogutódja, a Gödöllői Agrártudományi Egyetem szerves és biokémia tanszékének tanszékvezető egyetemi tanára volt, nyilvános rendes egyetemi tanári címmel. 1952-ben Kossuth-díjra jelölték, de mivel nem volt párttag, s a belépésre nem volt hajlandó, a jelölésről lehúzták.[forrás?] A hatalom későbbi vádjai szerint 1956 októberében az egyetemen a forradalom egyik vezéralakja lett, a forradalmi bizottság gyűlésein vezérszónok is volt, ezért 1957-ben fegyelmi eljárás indult ellene, majd elbocsátották, azzal az indokkal, hogy nem alkalmas az ifjúság nevelésére. 1957-től 1968-as nyugdíjazásáig az Országos Mezőgazdasági Minőségvizsgáló Intézet tudományos munkatársaként, majd főmunkatársaként dolgozott.

## Munkássága
Pályája elejét biokémiai és kolloidkémiai kutatásai határozták meg, az 1930-as évek közepétől azonban érdeklődése az alkalmazott kémia, azon belül is az agrokémia felé fordult. Behatóan vizsgálta a trágyázás hatását a kultúrnövények, főképp a kalászos gabonafélék beltartalmi, tápanyag- és takarmányozási értékének alakulására. Kísérletei során bebizonyította, hogy a szerves trágyának a növény táplálásán és a talajerő pótlásán túlmenően a növényre nézve kedvező hormonhatása is van. Kidolgozta a mérsékelt hőfejlődéssel járó, azaz az istállótrágya kiszáradását megelőző ún. tornyos trágyaerjesztési eljárást, amely kisgazdaságok számára is lehetővé tette jó minőségű szerves trágya előállítását. Munkatársaival együttműködve tanulmányozta a növényifehérje-hozam növelésének lehetőségeit, a megfelelő nitrogénellátást biztosító fejtrágyázás termésfokozó hatását. Az 1950-es években végzett kísérletei során jelentős eredményeket ért el a folyékony lombtrágyák hatékonyságának növelésével és az ezeket a levélzeten keresztül a növénybe juttató – rendszerint repülőgéppel végzett – permetező trágyázás fejlesztésében. 1957 után a szervestrágya-vizsgálatok és ‑minősítések országos munkáját irányította, illetve a szerves trágyák végső minősítését végezte.

## Társasági tagságai és elismerései
Tudományos eredményei elismeréseként 1946-ban a Magyar Tudományos Akadémia levelező tagjává választották, de az Akadémia 1949. évi átszervezésekor és „politikai rendezésekor” tanácskozó taggá minősítették vissza. Levelező tagságát 1989-ben – posztumusz – állították vissza. Több nemzetközi társaság, szervezet is meghívta tagjai sorába: a párizsi Biokémiai Társaság (Société de chimie biologique), a Párizsi Tudományszerető Társaság (Société philomathique de Paris) levelező, a német Kolloidkémiai Társaság (Kolloid-Gesellschaft) rendes, a Nemzetközi Biokémiai Szövetség (International Union of Biochemistry) magyarországi tagja volt.

## Főbb művei
- A hydrotropia biochemiai és biophysikai jelentősége. Debrecen, 1930, 30 p.
- Mikor érdemes istállótrágyatelepet létesíteni? in: Mezőgazdasági Kutatások 1942
- Biokémia. Budapest, Mezőgazdasági, 1953, 380 p. (Juhász Balázzsal) = Agrártudományi Egyetem Tankönyvei
- Szerves kémia. Budapest, Mezőgazdasági, 1954, 355 p. = Agrártudományi Egyetem Tankönyvei
- A permetező trágyázás problémái és magyarországi tapasztalatai. in: MTA Agrártudományok Osztályának Közleményei 1956. 217–235.
- A magyarországi mikroelem növényi kutatásról. in: Agrártudomány 1956
- A szerves trágyázás elvi kérdései a korszerű istállótrágyakezelés szempontjából. in: Mezőgazdasági Világirodalom 1959
- Levélen keresztüli trágyázás. in: Mezőgazdasági Világirodalom 1960
- Az őszi búza és az őszi árpa permetező trágyázásának problémái és eddigi eredményei.  in: Országos Mezőgazdasági Minőségvizsgáló Intézet Évkönyve V. 1961–1963. 131–154.
- A szerves trágyázás néhány hazai problémája. in: Országos Mezőgazdasági Minőségvizsgáló Intézet Évkönyve 1961–1963